# Уиппл, Фрэнсис Джон Уэлш
Фрэнсис Джон Уэлш Уиппл (в ряде источников Уипл; англ. Francis John Welsh Whipple; 17 марта 1876 — 1943) — английский математик, геофизик, метеоролог и сейсмолог; доктор наук; президент Королевского метеорологического общества (1936—1937).

## Биография
Фрэнсис Уиппл родился 17 марта 1876 года в семье сотрудников Обсерватории Кью Джорджа Мэтьюза Уиппла (1842—1893; англ. George Mathews Whipple) — автора трудов по гравиметрии, геомагнитным, метеорологическим приборам и Элизабет Марты Бекли (1846—1927) — астрономического фотографа, что не могло не способствовать решению мальчика (и его братьев, например: Роберта Стюарта) посвятить свою жизнь науке.
Уиппл учился в подготовительной Школе Уиллингтона в Патни, где в 1888 году выиграл стипендию на обучение в Школе Мёрчант Тэйлорс, во время которого, в свою очередь, получил стипендию на учёбу в Тринити-колледже Кембриджского университета. В 1899 году он написал большую работу, касающуюся устойчивости велосипедов.
С 1899 по 1912 год Фрэнсис Джон Уэлш Уиппл был ассистентом в Школе Мёрчант Тэйлорс, а затем с 1912 года работал в Метеорологическом бюро.
С 1925 года Ф. Уиппл занимал посты заместителя директора метеорологической службы и суперинтенданта Королевской обсерватории, где сменил Чарльза Кри; он оставался на этом посту до выхода на пенсию в 1939 году. В качестве суперинтенданта Уиппл сыграл важную роль в регистрации землетрясений, поскольку с 1898 года в обсерватории располагалась сейсмологическая контрольно-измерительная аппаратура. Уиппл приложил значительные усилия направленные на улучшение качества сейсмологических наблюдений. Он одним из первых понял, что на чувствительность сейсмометров существенно влияет ветер, который доводил погрешность измерений до неприемлимых величин. Поэтому он спроектировал и ввёл в эксплуатацию новый подземный бункер для сейсмометров.
Уиппл был знаком с выдающимися сейсмологами всего мира и являлся научным сотрудником FInstP. В 1929 году он получил степень доктора философии в Кембридже.
В 1931—1939 гг. доктор Уиппл был председателем Комитета сейсмологических расследований при Британской ассоциации содействия развитию науки, а также работал в Национальном комитете геодезии и геофизики (англ. National Committee for Geodesy and Geophysics).
С 1936 по 1937 год Уиппл также исполнял обязанности президента Королевского метеорологического общества.
Фрэнсис Джон Уэлш Уиппл умер в 1943 году во время Второй мировой войны, видимо поэтому точная дата и место смерти учёного не установлены.